# Cyrill Hunziker
Cyrill Hunziker (Brienzwiler, 3 maggio 1992) è un ex sciatore freestyle svizzero.

## Biografia
Specializzato nello slopestyle e attivo a livello internazionale dall'agosto 2010, Hunizker ha debuttato in Coppa del Mondo il 21 gennaio 2011, giungendo 6º nell'halfpipe du Kreischberg. Il 25 febbraio dell'anno seguente ha ottenuto il suo primo (e unico) podio, nonché la sua prima vittoria, imponendosi nello slopestyle di Jyväskylä. Nella stessa stagione (2011-2012) si è aggiudicato la Coppa del Mondo di slopestyle.
In carriera non ha mai preso parte a rassegne olimpiche o iridate.

## Palmarès

### Coppa del Mondo
- Vincitore della Coppa del Mondo di slopestyle nel 2012
- Miglior piazzamento in classifica generale: 47º nel 2012
- 1 podio:
  - 1 vittoria

#### Coppa del Mondo - vittorie
| Data             | Luogo     | Paese     | Disciplina |
| ---------------- | --------- | --------- | ---------- |
| 25 febbraio 2012 | Jyväskylä | Finlandia | SS         |

Legenda:

SS = Slopestyle